# アクシオナ
アクシオナ（スペイン語: Acciona, S.A., スペイン語発音: [akˈθjona]）は、スペインのコングロマリット（財閥）グループ。インフラストラクチャー（建設・水力・工業・サービス）と再生可能エネルギーの開発と管理を行っている。
エントレカナーレス・イ・タボラ社とクビエルタス・イ・MZOV社が合併することで1997年に設立された。本部はマドリード州アルコベンダスに置いている。アメリカ事業部はイリノイ州シカゴに本部を置いている。
30,000人の専門職を雇用しており、5大陸30か国で事業を展開している。マドリード証券取引所に上場しており、IBEX-35に含まれている。スペインにおいてこの業界をリードする存在である。

## 沿革
アクシオナ社の起源は1862年創設のMZOV社に遡ることができる。1916年にはクビエルタス・イ・テハードス社が事業を開始し、1978年にMZOV社とクビエルタス・イ・テハードス社が合併してクビエルタス・イ・MZOV社となった。1931年にはエントレカナーレス・イ・タボーラ社が設立されており、1997年にはクビエルタス・イ・MZOV社とエントレカナーレス・イ・タボーラ社が合併してNECSOエントレカナーレス・クビエルタス株式会社となった。後にアクシオナ社に改名した。

## 事業内容
アクシオナ社は以下の事業を行っている。
- インフラストラクチャー
- エネルギー
- 水力
- その他の事業

## 持続可能性指数
アクシオナ社は持続可能性における取組が評価され、2015年の持続可能性年鑑の電気事業部門でRobecoSAM Silver Classの評価を得た。気候変動に対する取り組みを基に算定される2014年のCDP気候リーダーシップ指数では、最高評価を受けた世界の187社に含まれた。

## 主なプロジェクト

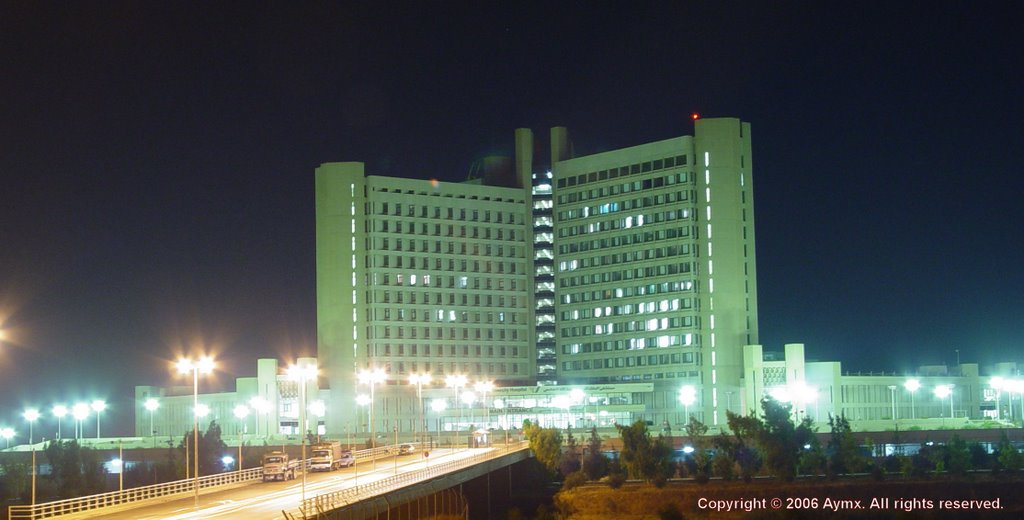
ヨルダン科学技術大学の付属病院であるアブドラ国王大学病院

アクシオナ社が関与している大規模プロジェクトには以下のようなものがある。1985年にはマドリードのトーレ・エウロパが完成し、1998年には香港の汀九橋（ティンカウ橋）やポルトガル・リスボンのオリエンテ駅が完成した。
2000年にはバレンシア・芸術科学都市のフェリペ皇太子科学博物館が完成し、2001年にはドイツ連邦首相府が完成した。2002年にはヨルダンのアブドラ国王大学病院やポルトガルのアルケヴァ・ダムが完成し、2005年には芸術科学都市のソフィア王妃芸術宮殿が完成した。